# Leucodistrofia metacromática
La leucodistrofia metacromática, también conocida por las siglas LMC, es una enfermedad que se debe al déficit de la enzima arilsulfatasa A y produce la acumulación de glucoesfingolípidos en la sustancia blanca del cerebro. Se hereda de padres a hijos según un patrón autosómico recesivo.
Está provocada por una mutación en el código genético que se localiza en el cromosoma 22. Existen varias formas de la enfermedad causadas cada una de ellas por una mutación específica.

## Genética

Para que un individuo la presente, debe recibir el gen defectuoso de cada uno de sus dos progenitores. Una persona con solo un gen defectuoso se llama portador y no mostrará ninguna anomalía reconocible. Si los dos padres son portadores, la probabilidad de que el hijo desarrolle la enfermedad es del 25%.  Es posible realizar tanto el diagnóstico prenatal como la búsqueda de individuos heterocigotos (portadores) para consejo genético.

## Frecuencia
La prevalencia de leucodistrofia metacromática varía de 1/40.000 a 1/100.000 en las poblaciones del norte de Europa y América del Norte. Se estima que la incidencia es de 1/40.000 nacimientos en los Estados Unidos de América. No hay predilección sexual y racial. En España se calcula una incidencia estimada de 1,1 casos por cada 100 000 nacimientos.

## Síntomas
Los primeros síntomas son dificultad para caminar, falta de tono muscular (hipotonía), pérdida de los reflejos tendinosos y debilidad. Más adelante aparece epilepsia, mioclonias, atrofia óptica con pérdida de visión y paresia en las cuatro extremidades (tetraparesia). Suele provocar la muerte antes de los 10 años de edad.

## Formas de presentación
Existen tres formas de presentación, según el momento en que aparezcan los síntomas:
- La forma más frecuente es la infantil tardía que se manifiesta entre los 12 y los 18 meses.

- Otras formas son la juvenil, que aparece antes de los 20 años, y la variante del adulto, que provoca los primeros síntomas a partir de los 20.

## Tratamiento
Aunque no existe ningún tratamiento eficaz establecido para uso general que permita curar la leucodistrofia metacromática,  diferentes procedimientos terapéuticos se encuentran en fase de investigación, como la terapia génica o la terapia de reemplazo enzimático. 
Se están realizando ensayos para retrasar el desarrollo de la enfermedad mediante trasplante de médula. También se están practicando ensayos alentadores utilizado vectores de terapia génica derivados del virus de la inmunodeficiencia humana. Científicos de un instituto de Milán han utilizado con éxito el virus del sida para curar esta enfermedad.
- Terapia génica con un trasplante autólogo de células madre : investigadores italianos del Instituto San Raffaele Telethon probaron un enfoque novedoso que combinaba la terapia génica con un trasplante autólogo de células madre. 
  - La terapia génica para pacientes infantiles tardíos y juveniles tempranos fue aprobada por la Comisión Europea[6]  en diciembre de 2020 después de recibir una revisión favorable del CHMP de la Agencia Europea de Medicamentos[7] en octubre de 2020.  El producto se comercializa en la UE como Libmeldy . Libmeldy es un medicamento de terapia génica en el que las células madre y progenitoras hematopoyéticas CD34+ se obtienen de la médula ósea del propio paciente o de sangre periférica movilizada.  Estas células se transducen ex vivo usando un vector lentiviral que codifica el gen de la arilsulfatasa A humana para insertar un gen funcional para producir la enzima ARSA.[8] Cuando las células modificadas se vuelven a trasplantar al paciente como una infusión única, se ha demostrado que las células producen la enzima ARSA faltante.  Los niños a la edad de cinco años estaban todos en buenas condiciones y asistían al jardín de infantes cuando normalmente a esta edad, los niños con la enfermedad ni siquiera pueden hablar.  Se puede encontrar información adicional en la página de Terapia Génica de la Fundación MLD y en el sitio Clinical Trials.gov .

En 2020 la Agencia Europea del Medicamento autorizó el uso de Libmeldy para el tratamiento de MLD infantil y juvenil en Europa.

## Principales lipidosis
- Enfermedad de Gaucher.
- Enfermedad de Niemann-Pick.
- Enfermedad de Fabry
- Enfermedad de Wolman
- Xantomatosis cerebrotendinosa
- Sitosterolemia
- Enfermedad de Refsum
- Enfermedad de Tay-Sachs
- Leucodistrofia metacromática.